# Chromocyphella
Chromocyphella is een geslacht van schimmels behorend tot de familie Chromocyphellaceae.

## Soorten
Volgen Index Fungorum telt het geslacht zes soorten (peildatum juli 2023):
| Soortnaam                              | Auteur(s)                       | Publicatiejaar |
| -------------------------------------- | ------------------------------- | -------------- |
| Chromocyphella bryophyticola           | Balf.-Browne                    | 1968           |
| Chromocyphella burtii                  | W.B. Cooke                      | 1961           |
| Chromocyphella galeata                 | (Schumach.) W.B. Cooke          | 1961           |
| Chromocyphella lamellata               | G. Moreno & Olariaga            | 2017           |
| Chromocyphella muscicola (Mosschelpje) | (Fr.) Donk                      | 1959           |
| Chromocyphella pinsapinea              | G. Moreno, A. Ortega & Honrubia | 1985           |